# Джованні Франческо Бонаміко

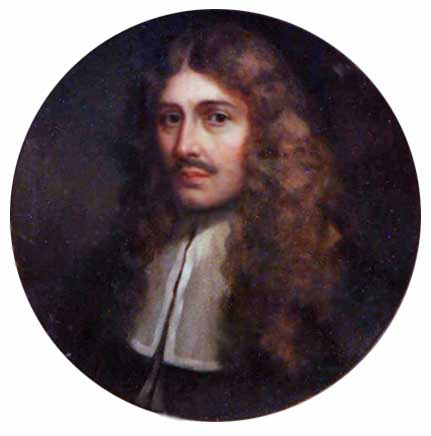

Джованні Франческо Бонаміко  ) (1639–1680)  — мальтійський лікар і член Ордену Святого Іоанна .
Син лікаря з Жуе-сюр-Ердр Франсуа Бонамі, чия сім'я, переїхавши на Мальту, італійізувала його ім'я. Дід останнього вчинив так само в протилежному напрямку: народився у Флоренції під ім'ям Франческо Буонамічі, він став Франсуа Бонамі після своєї еміграції, близько 1525 року, до Нанта.
Бонаміко писав латиною та італійською мовами. Однією з найвідоміших його робіт є Mejju ġie bil-Ward u ż-Żahar, яка присвячена гросмейстеру Котонеру. Зберігається в Національній бібліотеці Мальти .